# Gnophos onustaria
Gnophos onustaria là một loài bướm đêm trong họ Geometridae.